# Пандемија грипа A (H1N1) 2009. у Србији
Пандемија грипа A (H1N1) 2009. која представља ширење заразне болести људи узроковане новим сојем вируса грипа (тип А, подтип H1N1). први пут је лабораторијски потврђен у Србији 24. јуна код двадесетдеветогодишњег младића из Београда након што је допутовао из Аргентине. Први смртни случај у Србији од овог грипа забележен је 21. октобра код пацијенткиње Биљане Ђусић из околине Краљева, која је била хоспитализована у крагујевачком Клиничком центру од 5. октобра. Закључно са 9. новембром у Србији од новог грипа болује 258 особа, од којих су већина деца школског узраста, док је 7 особа преминуло.

## Ширење грипа у Србији
- Седамдесет-једногодишња туристкиња из Тексаса затражила је да буде тестирана под сумњом да је заражена вирусом А (Х1Н1) у болници у Новом Саду 30. априла. Резултати су били негативни.[5]
- Први случај новог грипа забележен је у Србији 24. јуна. Заражени пацијент је двадесет-деветогодишњи младић, држављанин Црне Горе који живи у Београду. Он се два дана раније вратио са пута из Аргентине преко Хрватске и Немачке због чега су особе које су путовале са њим такође стављене у карантин.[6]
- Други случај новог грипа потврђен је већ сутрадан код четворогодишње девојчице из Сомбора, аустралијске држављанке која је била у ближем контакту са 13 особа чије је здравље посматрано.[7]
- 26. јуна потврђена су још три нова случаја, од којих су два независна, док је трећи пацијент био у контакту са претходно зараженим.[8] У карантин под лекарским надзором је упућено укупно 44 особе.[9]
- 28. јуна потврђено је још шест нових случајева- три су били држављани Канаде, мајка са ћеркама од две и пет година, два случаја су били туристи који су се вратили са одмора из Аустралије и Египта, и један случај је оболео од новог вируса због контакта са зараженим младићем- првим оболелим у Србији.[10][11]
- Четири новооболела од вируса А (Х1Н1) потврђена су 1. јула, пацијент стар 73 године- држављанин Сједињених Америчких Држава, док су преостала три пацијента били странци из Аустралије и САД-а.[12]
- 2. јула, спортисти из Аустралије дијагностикован је нови вирус.[13]
- 6. јула, укупан број заражених порастао је на 26, међу којима и два нова случаја међу спортистима Летње универзијаде у Београду- атлетичарима из Уганде и Аргентине.[14][15]
- 8. јула потврђена још четири нова случаја, међу којима и први случај новог грипа на Егзиту чиме је укупан број доведен на 34 оболеле особе.[16]
- Велики међународни догађаји попут спортског такмичења - Летње универзијаде и музичких фестивала: Егзита и Сабора у Гучи, довели су до наглог пораста броја новозаражених – преко 100 њих половином јула боловало је од вируса А(Х1Н1).[17]
- 21. октобра забележен је први смртни случај у Србији код пацијенткиње из околине Краљева, која је била смештена у крагујевачком Клиничком центру.[18]
- 3. новембра свим Основним и Средњим школама у Србији продужен је јесењи распуст до 11. новембра. Број заражених од новог грипа у Србији повећан је на 183 особе. Забрањене су посете у већини болница и породилишта. Случајеви новог грипа су регистровани у Београду, Панчеву, Чачку, Краљеву, Крагујевцу, Нишу, Параћину, Пироту, Ужицу, Новом Саду и Новом Пазару.[19]
- 9. новембра већ продужени јесењи распуст поново је продужен до 16. новембра на целој територији Републике Србије. Седам жртва грипа. Потврђено је укупно 258 случаја обољевања од новог грипа.[20]